# Brienne-le-Château
Brienne-le-Château è un comune francese di 3 239 abitanti situato nel dipartimento dell'Aube nella regione del Grand Est. La cittadina è nota soprattutto per il castello settecentesco, il museo napoleonico ed una chiesa gotica andata parzialmente distrutta nel corso della seconda guerra mondiale.
Napoleone Bonaparte abitò in questa città dal 1779 al 1784, studente alla scuola militare.
Nel 1814, la cittadina fu il teatro della battaglia di Brienne, quando la sesta coalizione invase la Francia.

## Storia
Il sito è probabilmente già occupato dai Galli e il suo nome sembra derivare dal celtico "briavenna" che designa un insieme di pontoni in relazione con l'antichità dell'attività portuale di Brienne-la-Vieille.
Il suo castello fortificato è distrutto dai Normanni nel 951.
Brienne forma fin dal X secolo una contea, che dà il suo nome all'illustre casa di Brienne. Cinque famiglie possiedono successivamente la contea: la famiglia di Brienne, poi quelle di Enghien, di Lussemburgo, di Loménie e di Bauffremont. La famiglia di Loménie sviluppa la città tra il XVI e il XVIII secolo.
Durante la Rivoluzione Francese, il comune portò provvisoriamente il nome di Brienne-le-Bourg. Dopo essere tornato a chiamarsi Brienne-le-Château, nel 1849 prese il nome di Brienne-Napoléon, poi, nel 1880, il suo nome attuale.
Dal 1779 al 1790, ospitò una scuola militare dove Napoleone Bonaparte fu alunno per cinque anni (maggio 1779 - ottobre 1784), occupando così un posto importante nella storia della città e persino della Francia. Nel 1784, il futuro Napoleone I lasciò Brienne-le-Château per terminare i suoi studi all'École Militaire di Parigi.
Napoleone dormì al castello di Brienne il 3 aprile 1805 durante il viaggio che fece in Italia per ricevere la corona del re dei Longobardi.
Brienne-le-Château è anche il luogo di una vittoria di Napoleone I sugli Alleati il 29 gennaio 1814, durante la quale la città fu presa e ripresa, e distrutta dal fuoco.

## Società

### Evoluzione demografica
Abitanti censiti

## Amministrazione

### Gemellaggi
- Riedstadt, dal 1979

## Architetture

### Scuola militare
Originariamente un convento di Minimi destinato all'educazione dei bambini del paese di Brienne-le-Château, questo stabilimento fu convertito in collegio nel 1730. Nel 1774, lo zelo dei monaci, sostenuto dalla protezione dell'arcivescovo di Tolosa e di suo fratello, il ministro, permise loro di ampliare l'insegnamento. Nel 1776, il governo scelse questo collegio per stabilirvi una succursale della Scuola Militare di Parigi.
La scuola militare di Brienne fu soppressa nel 1790; gli edifici furono venduti all'asta e demoliti, ma il castello costruito da Athanase Louis Marie de Loménie, conte di Brienne, ministro della Guerra sotto Luigi XVI, non ha perso nulla della sua magnificenza.
Il più celebre alunno fu Napoleone Bonaparte. Entrato in questa scuola poco prima dei suoi dieci anni, nell'aprile 1779, vi rimase fino al 17 ottobre 1784. Più tardi, anche suo fratello Luciano fu ammesso.
Quando, il 29 gennaio 1814, la città di Brienne fu teatro di una battaglia seguita da un incendio che la ridusse in un cumulo di ceneri, Napoleone promise di ricostruire la città, di acquistare il castello, di fondarvi una residenza imperiale e una scuola militare. A Sant'Elena, dispose nel suo testamento che "un milione sarebbe stato prelevato dal suo patrimonio privato per la città di Brienne e che duecentomila franchi sarebbero stati distribuiti agli abitanti di Brienne che avevano sofferto di più".
Con decreto del 29 giugno 1933, gli edifici della vecchia scuola militare sono stati classificati come monumenti storici.